# Shiing-Shen Chern
Shiing-Shen Chern (Jiazing, 26 ottobre 1911 – Tientsin, 3 dicembre 2004) è stato un matematico cinese naturalizzato statunitense, conosciuto per i suoi contributi in geometria differenziale.

## Riconoscimenti
- 1970 Premio Chauvenet
- 1975 National Medal of Science
- 1982 Premio Humboldt
- 1983 Premio Steele
- 1984 Premio Wolf per la matematica
- 2002 Medaglia Lobachevsky
- 2004 Premio Shaw